# Atyoida pilipes
Atyoida pilipes е вид десетоного от семейство Atyidae. Видът не е застрашен от изчезване.

## Разпространение и местообитание
Разпространен е в Гуам, Индонезия (Малки Зондски острови), Нова Каледония, Северни Мариански острови, Фиджи, Филипини, Френска Полинезия (Маркизки острови) и Япония.
Обитава сладководни басейни и потоци.